# Gran Turismo 4
Pour les articles homonymes, voir GT4.
Gran Turismo 4 (GT4) est un jeu vidéo de course automobile développé par Polyphony Digital et édité par Sony Computer Entertainment en 2004 sur PlayStation 2.
Le jeu fait partie de la série Gran Turismo. Il s'est vendu à près de 12 millions d'exemplaires dans le monde.

## Principe du jeu
Gran Turismo 4 propose plus de 700 modèles de véhicules, des premières automobiles de l'histoire, comme la Mercedes de la fin du XIXe siècle, aux plus récents concepts-car du début du XXIe siècle. Chacune de ces voitures ont été fidèlement modélisées.
À l'instar des autres épisodes de la série, le mode Gran Turismo est présent. Le joueur doit passer des permis pour pouvoir accéder aux différentes compétitions proposées; le but est de remporter des courses pour gagner de l'argent, gonfler son garage et remporter.
51 circuits sont disponibles, dont une partie des circuits originaux de la série Gran Turismo, et des circuits du monde entier, comme le Mazda Raceway Laguna Seca (Monterey, Californie) déjà présent dans Gran Turismo 3 : A-Spec, la Nordschleife du Nürburgring (Allemagne), le Twin Ring Motegi (Japon), nouveaux comme le circuit de la Sarthe (Le Mans), assurent au titre une durée de vie importante, ainsi que grâce au mode Gran Turismo, où plus de 100 épreuves sont jouables. Une nouveauté dans la série : le mode de jeu B-Spec qui permet d'incarner un directeur d'écurie. L'ambiance musicale est variée, et va du rock à la musique classique en passant par de la techno ou du funk. Des artistes comme les groupes Kasabian, Van Halen, les Kaiser Chiefs, ou Queens of the Stone Age sont présents dans la bande-son.
Il est jouable en réseau local via une connexion ethernet.

## Voitures
Gran Turismo 4 possède 721 véhicules répartis dans 80 marques automobiles différentes.
AC Cars 
- AC Cars 427 S/C de 1966.

Acura 
- Acura CL 3.2 Type-S de 2001.
- Acura CL 3.2 Type-S de 2003.
- Acura DN-X de 2002.
- Acura HSC de 2004.
- Acura Integra Type-R de 2001.
- Acura NSX de 2004.
- Acura NSX de 1991.
- Acura NSX Coupé de 1997.
- Acura RSX Type-S de 2004.

Alfa Romeo 
- Alfa Romeo 147 2.0 Twinspark de 2002.
- Alfa Romeo 147 GTA de 2002.
- Alfa Romeo 155 2.5 V6 TI de 1993.
- Alfa Romeo 156 2.5 V6 24V de 1998.
- Alfa Romeo 166 2.5 V6 24V Sportronic de 1998.
- Alfa Romeo Giulia Sprint GTA 1600 de 1965.
- Alfa Romeo Giulia Sprint Speciale de 1963.
- Alfa Romeo GT 3.2 V6 24V de 2004.
- Alfa Romeo GTV 3.0 V6 24V de 2001.
- Alfa Romeo 1600 Duetto de 1966.
- Alfa Romeo Spider 3.0i V6 24V de 2001.

Alpine 
- Alpine A110 1600S de 1973.
- Alpine A310 1600VE de 1973.

Amuse 
- Amuse Carbon R (R34) de 2004.
- Amuse S2000 GT1 de 2004.
- Amuse S2000 R1 de 2004.
- Amuse S2000 Street Version de 2004.

ASL 
- ASL ARTA Garaiya (JGTC) de 2003.
- ASL Garaiya de 2002.

Aston Martin 
- Aston Martin DB7 Vantage Coupé de 2000.
- Aston Martin DB9 Coupé de 2003.
- Aston Martin V8 Vantage de 1999.
- Aston Martin Vanquish de 2004.

Audi 
- Audi A2 1.4 de 2002.
- Audi A3 3.2 Quattro de 2003.
- Audi A4 Touring Car de 2004.
- Audi Abt Audi TT-R Touring car de 2002.
- Auto Union V16 Type C Streamline de 1937.
- Audi Le Mans Quattro de 2003.
- Audi Nuvolari Quattro de 2003.
- Audi Pikes Peak Quattro de 2003.
- Audi Quattro de 1982.
- Audi R8 Race Car de 2001.
- Audi RS4 de 2001.
- Audi RS6 de 2002.
- Audi RS6 Avant de 2002.
- Audi S3 de 2002.
- Audi S4 de 2003.
- Audi S4 de 1998.
- Audi TT Coupé 1.8T Quattro de 2000.
- Audi TT Coupé 3.2 Quattro de 2003.

Autobianchi 
- Autobianchi A112 Abarth de 1979.

Bentley 
- Bentley Speed 8 Race Car de 2003.

Blitz 
- Blitz ER34 D1 Spec (D1GP) de 2004.

BMW 
- BMW 120d de 2004.
- BMW 120i de 2004.
- BMW 2002 Turbo de 1973.
- BMW 320i Touring Car de 2003.
- BMW 330i de 2005.
- BMW M Coupé de 1998.
- BMW M3 de 2004.
- BMW M3 CSL de 2003.
- BMW M3 GTR de 2003.
- BMW M3 GTR Race Car de 2001.
- BMW M5 de 2005.
- BMW McLaren F1 GTR Race Car de 1997.
- BMW V12 LMR Race Car de 1999.
- BMW Z4 de 2003.

Buick 
- Buick GNX de 1987.
- Buick Special de 1962.

Cadillac 
- Cadillac Cien de 2002.

Callaway 
- Callaway C12 de 2003.

Caterham 
- Caterham Seven Fire Blade de 2002.

Chaparral 
- Chaparral 2D Race Car de 1967.
- Chaparral 2J Race Car de 1970.

Chevrolet 
- Chevrolet Camaro IROC-Z Concept de 1988.
- Chevrolet Camaro LM Race Car de 2001.
- Chevrolet Camaro SS de 2000.
- Chevrolet Camaro SS de 1969.
- Chevrolet Camaro Z28 302 de 1969.
- Chevrolet Camaro Z28 Coupé de 1997.
- Chevrolet Chevelle SS 454 de 1970.
- Chevrolet Corvette CSR (C5) de 2000.
- Chevrolet Corvette Convertible (C1) de 1954.
- Chevrolet Corvette Coupé (C2) de 1963.
- Chevrolet Corvette Grand Sport (C4) de 1996.
- Chevrolet Corvette Stingray L46 350 (C3) de 1969.
- Chevrolet Corvette Z06 (C2) Race Car de 1963.
- Chevrolet Corvette 206 (C5) de 2000.
- Chevrolet Corvette ZR-1 de 1990.
- Chevrolet Silverado SST Concept de 2002.
- Chevrolet SSR de 2003.

Chrysler 
- Chrysler 300C de 2005.
- Chrysler Crossfire de 2004.
- Chrysler Dodge Viper GTS-R Team Oreca Race Car de 2000.
- Chrysler Prowler de 2002.
- Chrysler PT Cruiser de 2000.

Citroën 
- Citroën 2CV Type A de 1954.
- Citroën C3 1.6 de 2002.
- Citroën C5 V6 Exclusive de 2003.
- Citroën Xantia 3.0i V6 Exclusive de 2000.
- Citroën Xsara Rally Car de 1999.
- Citroën Xsara VTR de 2003.

Cizeta 
- Cizeta V16T de 1994.

Daihatsu 
- Daihatsu Copen Active Top de 2002.
- Daihatsu Copen Detachable Top de 2002.
- Daihatsu Cuore TR-XX Avanzato R de 1997.
- Daihatsu Midget de 1963.
- Daihatsu Midget II D-Type de 1998.
- Daihatsu Mira TR-XX Avanzato R de 1997.
- Daihatsu Move Custom RS Limited de 2002.
- Daihatsu Move CX de 1995.
- Daihatsu Move SR-XX 2WD de 1997.
- Daihatsu Move SR-XX 4WD de 1997.
- Daihatsu Sirion CX 2WD(J) de 1998.
- Daihatsu Sirion CX 4WD (J) de 1998.
- Daihatsu Sirion X4 (J) de 2000.
- Daihatsu Storia CX 2WD de 1998.
- Daihatsu Storia CX 4WD de 1998.
- Daihatsu Storia X4 de 2000.

DMC 
- DMC DeLorean S2 de 2004.

Dodge 
- Dodge Charger 440 R/T de 1970.
- Dodge Charger Super Bee 426 Hemi de 1971.
- Dodge RAM 1500 LARAMIE Hemi Quad Cab de 2004.
- Dodge SRT4 de 2003.
- Dodge Viper GTS de 1999.
- Dodge Viper GTS-R Team Oreca Race Car de 2000.
- Dodge Viper GTSR Concept de 2000.
- Dodge Viper SRT10 de 2003.

Dome 
- Dome Zero de 1978.

Eagle 
- Eagle Talon Esi de 1997.

Fiat 
- Fiat 500F de 1965.
- Fiat 500L de 1969.
- Fiat 500R de 1972.
- Fiat Barchetta Giovane Due de 2000.
- Fiat Coupé Turbo Plus de 2000.
- Fiat Panda Super i.e. de 1990.
- Fiat Punto HGT Abarth de 2000.

Ford 
- Ford Escort Rally Car de 1998.
- Ford Focus Rally Car de 1999.
- Ford Focus RS de 2002.
- Ford Focus ST170 de 2003.
- Ford GT de 2002.
- Ford GT de 2005.
- Ford GT LM Race Car de 2002.
- Ford GT LM Race Car Spec II de 2004.
- Ford GT40 Race Car de 1969.
- Ford Ka de 2001.
- Ford Model T Tourer de 1915.
- Ford Mustang de 2005.
- Ford Mustang SVT Cobra R de 2000.
- Ford RS200 de 1984.
- Ford RS200 Rally Car de 1985
- Ford SVT F-150 Lightning de 2003.
- Ford Taurus SHO de 1998.

Ford Australie 
- Ford Australie 2000 Falcon XR8 de 2000.

FPV 
- FPV F6 Typhoon de 2004.
- FPV GT de 2004.

Gillet 
- Gillet Vertigo Race Car de 2004.

Ginettaa 
- Ginetta G4 de 1964.

HKS 
- HKS Genki Hyper Silvia RS2 (D1GP) de 2004.

Holden 
- Holden Commodore SS de 2004.
- Holden Monaro CV8 de 2004.

Hommell 
- Hommell Berlinette R/S Coupé de 1999.

Honda 
- Honda 1300 Coupé 9 S de 1970.
- Honda Accord Coupé de 1988.
- Honda Accord Coupé (US) de 1988.
- Honda Accord Coupé EX de 2003.
- Honda Accord Coupé EX V6 (US) de 2003.
- Honda Accord Euro-R de 2000.
- Honda Accord Euro-R de 2002.
- Honda ARTA NSX (JGTC) de 2000.
- Honda Ballade Sports CR-X 1.5i de 1983.
- Honda Beat de 1991.
- Honda Beat Version F de 1992.
- Honda Beat Version Z de 1993.
- Honda Castrol Mugen NSX (JGTC) de 2000.
- Honda City Turbo II de 1983.
- Honda Civic 1500 3door 25i de 1983.
- Honda Civic 1500 3door CX de 1979.
- Honda Civic SiR-II (EG) de 1991.
- Honda Civic SiR-II (EG) de 1992.
- Honda Civic SiR-II (EG) de 1993.
- Honda Civic SiR-II (EG) de 1995.
- Honda Civic Type R (EK) de 1997.
- Honda Civic Type R (EK) de 1998.
- Honda Civic Type R (EP) de 2001.
- Honda Civic Type R (EP) de 2004.
- Honda CR-X del Sol SiR de 1992.
- Honda CR-X SiR de 1990.
- Honda Dualnote de 2001.
- Honda Element de 2003.
- Honda Fit W de 2001.
- Honda Gathers Drider Civic de 1998.
- Honda S2000 de 2001.
- Honda S2000 de 2003.
- Honda S2000 de 1999.
- Honda S2000 Type V de 2000.
- Honda S2000 Type V de 2001.
- Honda S2000 Type V de 2003.
- Honda HSC de 2003.
- Honda Insight de 1999.
- Honda Integra Type R (DC2) de 1995.
- Honda Integra Type R (DC2) de 1998.
- Honda Integra Type R (DC2) de 1999.
- Honda Integra Type R (DC5) de 2003.
- Honda Integra Type R Touring Car de 2002.
- Honda Jazz 1.4 DSi SE Sport de 2001.
- Honda Life Step Van de 1972.
- Honda Loctite Mugen NSX (JGTC) de 2001.
- Honda Mobil1 NSX (JGTC) de 2001.
- Honda Mugen Motul Civic Si Race Car de 1987.
- Honda N360 de 1967.
- Honda NSX de 2001.
- Honda NSX de 1990.
- Honda NSX de 1993.
- Honda NSX de 1995.
- Honda NSX de 1997.
- Honda NSX de 1999.
- Honda NSX Type R de 2002.
- Honda NSX Type R de 1992.
- Honda NSX Type S de 2001.
- Honda NSX Type S de 1997.
- Honda NSX Type S de 1999.
- Honda NSX Type S Zero de 1997.
- Honda NSX Type S Zero de 1999.
- Honda NSX-R Concept de 2001.
- Honda NSX-R Prototype LM Race Car de 2002.
- Honda NSX-R Prototype LM Road Car de 2002.
- Honda Odyssey de 2003.
- Honda Prelude Si VTEC de 1991.
- Honda Prelude SiR de 1998.
- Honda Prelude SiR S Spec de 1998.
- Honda Prelude Type S de 1996.
- Honda Prelude Type S de 1998.
- Honda Raybrig NSX (JGTC) de 2000.
- Honda S2000 LM Race Car de 2001.
- Honda S500 de 1963.
- Honda S600 de 1964.
- Honda S800 de 1968.
- Honda S800 RSC Race Car de 1968.
- Honda Takata Dome NSX (JGTC) de 2003.
- Honda Z Act de 1970.

HPA Motorsports 
- HPA Motorsports Stage II R32 de 2004.

Hyundai 
- Hyundai Accent Rally Car de 2001.
- Hyundai Click Type-R de 2004.
- Hyundai Clix de 2001.
- Hyundai Coupé FX de 2001.
- Hyundai HCD6 de 2001.
- Hyundai Tiburon GT de 2001.
- Hyundai Tiburon Turbulence de 1999.
- Hyundai Tuscani de 2001.
- Hyundai Tuscani CCS de 2003.
- Hyundai Verna Rally Car de 2001.

Infiniti 
- Infiniti FX45 Concept de 2002.
- Infiniti G20 de 1990.
- Infiniti G35 Coupé de 2003.
- Infiniti G35 Sedan de 2003.

Isuzu 
- Isuzu 117 Coupé de 1968.
- Isuzu Bellett 1600 GT-R de 1969.
- Isuzu Piazza XE de 1981.

Jaguar 
- Jaguar E-Type Coupé de 1961.
- Jaguar S-Type R de 2002.
- Jaguar XJ220 de 1992.
- Jaguar XJ220 LM Race Car de 2001.
- Jaguar XJR-9 Race Car de 1988.
- Jaguar XKR Coupé de 1999.
- Jaguar XKR R-Performance de 2002.

Jay Leno 
- Jay Leno Tank Car de 2003.

Jensen 
- Jensen Interceptor MkIII de 1974.

Lancia 
- Lancia Delta HF Integrale Evoluzione de 1991.
- Lancia Delta HF Integrale Rally Car de 1992.
- Lancia Delta S4 Rally Car de 1985.
- Lancia Stratos de 1973.
- Lancia Stratos Rally Car de 1977.

Land Rover 
- Land Rover Range Stormer Concept de 2004.

'Lexus 
- Lexus GS 300 de 2000.
- Lexus GS 300 de 1991.
- Lexus GS 300 Vertex Edition (J) de 2000.
- Lexus IS 200 de 1998.
- Lexus IS 200 (J) de 1998.
- Lexus IS 200 GT-1 Race Car de 2004.
- Lexus IS 300 Sport Cross de 2001.
- Lexus SC 300 de 1997.
- Lexus SC 430 de 2001.

Lister 
- Lister Storm V12 Race Car de 1999.

Lotus 
- Lotus Carlton de 1990.
- Lotus Elan S1 de 1962.
- Lotus Elise de 2000.
- Lotus Elise 111R de 2004.
- Lotus Elise 111S de 2003.
- Lotus Elise Sport 190 de 1998.
- Lotus Elise Type 72 de 2001.
- Lotus Esprit Sport 350 de 2000.
- Lotus Esprit Turbo HC de 1987.
- Lotus Esprit V8 de 2002.
- Lotus Esprit V8 GT de 1998.
- Lotus Esprit V8 SE de 1998.
- Lotus Europa Special de 1971.
- Lotus Motor Sport Elise de 1999.

Marcos 
- Marcos Mini Marcos GT de 1970.

Mazda 
- Mazda 110S (L 10A) de 1967.
- Mazda 110S (L 10B) de 1968.
- Mazda 787B Race Car de 1991.
- Mazda Atenza Concept de 2001.
- Mazda Atenza Sports 23Z de 2003.
- Mazda Atenza Touring Car de 2002.
- Mazda Autozam AZ-1 de 1992.
- Mazda BP Falken RX-7 (D1GP) de 2003.
- Mazda Carol 360 Deluxe de 1962.
- Mazda Demio (J) de 1999.
- Mazda Demio GL-X de 1999.
- Mazda Demio Sport de 2003.
- Mazda ɛ̃fini RX-7 Type R (FD) de 1991.
- Mazda ɛ̃fini RX-7 Type R (FD) de 1993.
- Mazda ɛ̃fini RX-7 Type R-S (FD) de 1995.
- Mazda ɛ̃fini RX-7 Type RS (FD) de 1996.
- Mazda ɛ̃fini RX-7 Type RZ (FD) de 1992.
- Mazda ɛ̃fini RX-7 Type RZ (FD) de 1993.
- Mazda ɛ̃fini RX-7 Type RZ (FD) de 1995.
- Mazda ɛ̃fini RX-7 Type RZ (FD) de 1996.
- Mazda Eunos Roadster (NA) de 1989.
- Mazda Eunos Roadster J-Limited (NA) de 1991.
- Mazda Eunos Roadster J-Limited II (NA) de 1993.
- Mazda Eunos Roadster S-Special Type I (NA) de 1993.
- Mazda Eunos Roadster SR-Limited (NA) de 1997.
- Mazda Eunos Roadster V-Special Type II (NA) de 1993.
- Mazda Eunos Roadster VR-Limited (NA) de 1995.
- Mazda Familia Sedan Sport 20 de 2002.
- Mazda Kusabi de 2003.
- Mazda Lantis Coupé 2000 Type R de 1993.
- Mazda 323F de 1993.
- Mazda 2 de 2003.
- Mazda 6 5-door de 2003.
- Mazda 6 Concept de 2001.
- Mazda 6 Touring Car de 2002[réf. nécessaire].

## Circuits
52 circuits sont disponibles, divisés en 4 catégories :
- Circuits du monde : Des circuits existant dans la réalité. Le nombre de circuits du monde est passé de 1 dans Gran Turismo 3 : A-Spec (Mazda Raceway Laguna Seca) à 19 dans le quatrième volet (en comptant les variations des tracés) répartis dans 8 lieux différents (Le Mans, Tsukuba, Suzuka, Fuji Speedway, Monterey, Sonoma, Nürburgring, Motegi). Parmi eux, seul le Circuit de Tsukuba peut être joué sur une piste humide.
- Circuits originaux : Cette catégorie regroupe des circuits créés par Polyphony Digital, dont certains ont fait une apparition dans les épisodes précédents de la série Gran Turismo. Seul un de ces circuits se base sur un lieu réel, le circuit El Capitan, situé dans le parc de Yosemite aux États-Unis.
- Circuits Terre et Neige : Ces tracés sont faits exclusivement avec une surface en terre ou en neige, ce qui empêche au joueur de conduire dessus avec des voitures de course conçues pour la piste, puisqu'ils ne peuvent pas être équipés de pneus terre ou de pneus neige. Certains de ces circuits sont basés sur des lieux réels, comme Chamonix (France), les Alpes Suisses, l'île de Tahiti, le parc de Yosemite ou le Grand Canyon (États-Unis).

- Circuits en ville : Ces circuits sont des tracés en ville, dont quelques-uns reprennent de véritables rues de villes du monde entier. Par exemple, le circuit de Tokyo R246 reprend les vraies rues du district de Shibuya à Tokyo. Celui de l'Opéra de Paris passe par la place de la Concorde, le boulevard des Capucines, la rue de Rivoli et la place Vendôme.

### Circuits en ville
- Costiera Amalfitana —  Italie — Longueur : 4,02 km
- George V Paris —  France — Longueur : 2,49 km
- Opéra de Paris —  France — Longueur : 2,88 km
- Côte d'Azur — pays :  Monaco - Longueur : 3,35 km
- Seattle Circuit - pays  États-Unis — Longueur : 3,82 km
- New York —  États-Unis — Longueur : 4,17 km
- Clubman Stage Route 5 — Longueur : 2,47 km
- Special Stage Route 5 — Longueur : 3,79 km
- Hong Kong —   Hong Kong— Longueur : 2,90 km
- Tokyo : Route 246 —  Japon — Longueur : 5,12 km
- Seoul Central —  Corée du Sud — Longueur : 2,72 km

- Citta di Aria[b] —  Italie — Longueur : 3,40 km

### Circuits du monde
| Circuits réels | Circuits réels            | Circuits réels | Circuits réels |
| No.            | Nom                       | Lieu           | Pays           |
| -------------- | ------------------------- | -------------- | -------------- |
| 1              | Fuji Speedway             | Oyama          | Japon          |
| 2              | Circuit de Tsukuba        | Shimotsuma     | Japon          |
| 3              | Circuit de Suzuka         | Suzuka         | Japon          |
| 4              | Twin Ring Motegi          | Motegi         | Japon          |
| 5              | Mazda Raceway Laguna Seca | Monterey       | États-Unis     |
| 6              | Infineon Raceway          | Sonoma         | États-Unis     |
| 7              | Nürburgring               | Nürburg        | Allemagne      |
| 8              | Circuit de la Sarthe      | Le Mans        | France         |

- Nürburgring __  Allemagne :
  - Nürburgring Nordschleife __ Longueur : 20,83 km
- Mazda Raceway Laguna Seca __  États-Unis __ Longueur : 3,60 km
- Tsukuba Circuit __  Japon :
  - Tsukuba Circuit (piste sèche) __ Longueur : 2,04 km
  - Tsukuba Circuit (piste humide) __ Longueur : 2,04 km

- Fuji Speedway __  Japon :
  - Fuji Speedway (Années 1980) __ Longueur : 4,32 km
  - Fuji Speedway (Années 1990) __ Longueur : 4,40 km
  - Fuji Speedway 2005 __ Longueur : 4,56 km
  - Fuji Speedway 2005 (GT) __ Longueur : 4,53 km
- Infineon Raceway __  États-Unis :
  - Infineon Raceway (voitures de sport) __ Longueur : 4,06 km
  - Infineon Raceway (stock car) __ Longueur : 3,22 km
- Twin Ring Motegi __  Japon :
  - Twin Ring Motegi - Circuit routier __ Longueur : 4,80 km
  - Twin Ring Motegi - Circuit court Est __ Longueur : 3,42 km
  - Twin Ring Motegi - Circuit court Ouest __ Longueur : 1,49 km
  - Twin Ring Motegi Super Speedway __ Longueur : 2,41 km
- Suzuka Circuit __  Japon :
  - Suzuka Circuit __ Longueur : 5,81 km
  - Suzuka Circuit - Circuit Est __ Longueur : 2,24 km
  - Suzuka Circuit - Circuit Ouest __ Longueur : 3,47 km
- Circuit de la Sarthe __  France :
  - Circuit de la Sarthe I __ Longueur : 13,65 km
  - Circuit de la Sarthe II __ Longueur : 13,59 km

### Circuits originaux
- El Capitán —  États-Unis — Longueur : 4,79 km
- High Speed Ring — Longueur : 4,00 km
- Trial Mountain Circuit — Longueur : 3,98 km
- Grand Valley Speedway :
  - Grand Valley Speedway — Longueur : 4,94 km
  - Grand Valley Est — Longueur : 3,00 km
- Apricot Hill Raceway — Longueur : 3,86 km
- Autumn Ring :
  - Autumn Ring — Longueur : 2,95 km
  - Autumn Ring Mini —  Longueur : 1,28 km
- Deep Forest Raceway — Longueur : 3,60 km
- Driving Park :
  - Motorland — Longueur : 1,34 km
  - Circuit d'essai — Longueur : 10,34 km
  - Circuit débutant — Longueur : 0,77 km
- Midfield Raceway — Longueur : 3,56 km

### Terre et Neige
- Alpes Suisses —  Suisse — Longueur : 3,30 km
- Cathedral Rocks Trail I —  États-Unis — Longueur : 3,52 km
- Cathedral Rocks II —  États-Unis — Longueur : 1,93 km
- Tahiti Maze —  Tahiti — Longueur : 3,60 km
- Grand Canyon —  États-Unis — Longueur : 3,54 km
- Ice Arena — Longueur : 1,04 km
- Chamonix —  France — Longueur : 3,22 km

## Évolutions attendues
De nombreux joueurs passionnés de cette série, exclusive à la PlayStation, attendent avec impatience la possibilité de jouer en réseau avec ce soft et aussi d'avoir accès à une base de données informatique mondiale de records au tour. Il existe déjà des softs permettant de jouer en réseau sur le web en passant par un PC qui se charge d'émuler un réseau local. Sony a sorti une version online officielle au Japon.
La gestion des dégâts et des conditions climatiques variées, toujours absente de la saga des Gran Turismo commence à faire défaut auprès des joueurs les plus pointilleux qui s'orientent vers d'autres jeux plus réalistes de ce côté-là.
Tous les joueurs de Gran Turismo 4, débutants ou non, s'accordent sur le fait que l'IA (intelligence artificielle des pilotes gérés par la console) n'est pas encore assez développée. En effet, il suffit de faire une course pour s'apercevoir que les autres pilotes conduisent comme s'ils étaient seuls sur la piste, peu importe que vous soyez devant ou non.